# 德罗河畔圣康坦
德羅河畔圣康坦（法語：Saint-Quentin-du-Dropt，法語發音：[sɛ̃ kɑ̃tɛ̃ dy dʁo]）是法国洛特-加龙省的一个市镇，属于洛特河畔新城区。

## 地理
德罗河畔圣康坦（44°41'4"N, 0°36'0"E）面积11.9 平方千米，位于法国新阿基坦大区洛特-加龍省，该省份为法国西南部内陆省份，北起多爾多涅省，西接吉倫特省和朗德省，南至热尔省，东临塔恩-加龙省和洛特省。
与德罗河畔圣康坦接壤的市镇（或旧市镇、城区）包括：蒙马尔韦斯、普莱桑斯、卡于扎克、卡斯蒂约内斯、卡瓦尔克、费朗萨克。

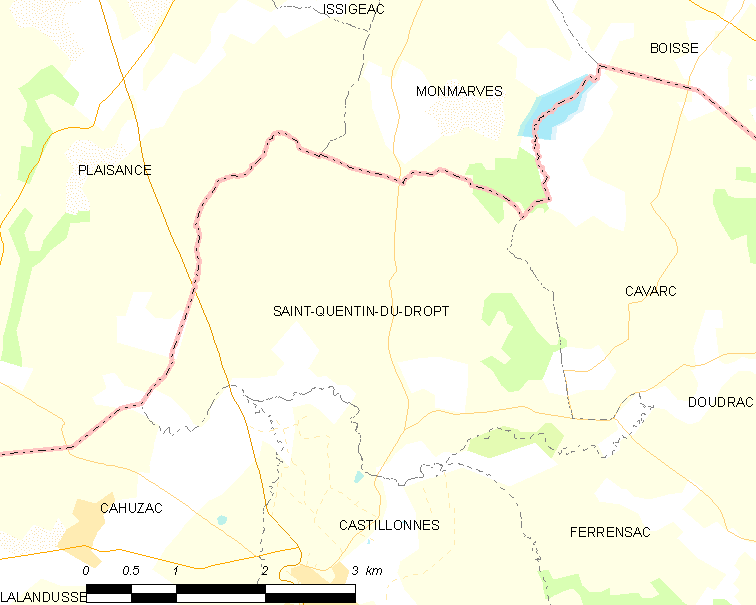
德罗河畔圣康坦的OSM定位图

德罗河畔圣康坦的时区为UTC+01:00、UTC+02:00（夏令时）。

## 行政
德罗河畔圣康坦的邮政编码为47330，INSEE市镇编码为47272。

## 政治
德罗河畔圣康坦所属的省级选区为德罗河谷县。

## 人口

1962-2008年间德罗河畔圣康坦人口变化图示

德罗河畔圣康坦于2022年1月1日时的人口数量为185人。